# Робертс, Гэри
Гэри Робертс (англ. Gary R. Roberts; 23 мая 1966, Норт-Йорк, Онтарио) — профессиональный канадский хоккеист. Амплуа — крайний нападающий.
На драфте НХЛ 1984 года был выбран в 1-м раунде под общим 12-м номером командой «Калгари Флэймз». 25 августа 1997 года обменян в «Каролину Харрикейнз». 4 июля 2000 года как неограниченно свободный агент подписал контракт с «Торонто Мэйпл Лифс». 1 августа 2005 года как неограниченно свободный агент подписал контракт с «Флоридой Пантерз». 27 февраля 2007 года обменян в «Питтсбург Пингвинз» с которым дошел до финала Кубка Стэнли 2008 года.
Объявил о завершении карьеры 10 марта 2009 года в возрасте 42 лет.

## Награды
- Обладатель Кубка Стэнли, 1989 («Калгари Флэймз»)
- Билл Мастертон Трофи, 1996 («Калгари Флэймз»)
- Участник матча «Всех звёзд» НХЛ (3 раза)

## Статистика
```
                                            --- Regular Season ---  ---- Playoffs ----
Season   Team                        Lge    GP    G    A  Pts  PIM  GP   G   A Pts PIM
--------------------------------------------------------------------------------------
1982-83  Ottawa 67's                 OHL    53   12    8   20   83   5   1   0   1  19
1983-84  Ottawa 67's                 OHL    48   27   30   57  144  13  10   7  17  62
1984-85  Ottawa 67's                 OHL    59   44   62  106  186   5   2   8  10  10
1984-85  Moncton Golden Flames       AHL     7    4    2    6    7  --  --  --  --  --
1985-86  Ottawa 67's                 OHL    24   26   25   51   83  --  --  --  --  --
1985-86  Guelph Platers              OHL    23   18   15   33   65  20  18  13  31  43
1986-87  Moncton Golden Flames       AHL    38   20   18   38   72  --  --  --  --  --
1986-87  Calgary Flames              NHL    32    5   10   15   85   2   0   0   0   4
1987-88  Calgary Flames              NHL    74   13   15   28  282   9   2   3   5  29
1988-89  Calgary Flames              NHL    72   22   16   38  250  22   5   7  12  57
1989-90  Calgary Flames              NHL    78   39   33   72  222   6   2   5   7  41
1990-91  Calgary Flames              NHL    80   22   31   53  252   7   1   3   4  18
1991-92  Calgary Flames              NHL    76   53   37   90  207  --  --  --  --  --
1992-93  Calgary Flames              NHL    58   38   41   79  172   5   1   6   7  43
1993-94  Calgary Flames              NHL    73   41   43   84  145   7   2   6   8  24
1994-95  Calgary Flames              NHL     8    2    2    4   43  --  --  --  --  --
1995-96  Calgary Flames              NHL    35   22   20   42   78  --  --  --  --  --
1997-98  Carolina Hurricanes         NHL    61   20   29   49  103  --  --  --  --  --
1998-99  Carolina Hurricanes         NHL    77   14   28   42  178   6   1   1   2   8
1999-00  Carolina Hurricanes         NHL    69   23   30   53   62  --  --  --  --  --
2000-01  Toronto Maple Leafs         NHL    82   29   24   53  109  11   2   9  11   0
2001-02  Toronto Maple Leafs         NHL    69   21   27   48   63  19   7  12  19  56
2002-03  Toronto Maple Leafs         NHL    14    5    3    8   10   7   1   1   2   8
2003-04  Toronto Maple Leafs         NHL    72   28   20   48   84  13   4   4   8  10
2005-06  Florida Panthers            NHL    58   14   26   40   51  --  --  --  --  --
2006-07  Florida Panthers            NHL    50   13   16   29   71  --  --  --  --  --
2006-07  Pittsburgh Penguins         NHL    19    7    6   13   23   5   2   2   4   2
2007-08  Pittsburgh Penguins  	     NHL    38 	  3   12   15   40  11   2   2   4  32
2008-09  Tampa Bay Lightning  	     NHL    30 	  4    3    7   27  --  --  --  --  --
--------------------------------------------------------------------------------------
         NHL Totals                       1224  438  472  910 2560 130  32  61  93 332

```